# Paul-Émile Victor

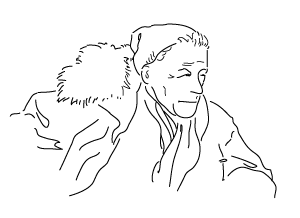
Zeichnung von Paul-Émile Victor

Paul-Émile Victor (eigentlich Paul-Eugène Victor; * 28. Juni 1907 in Genf; † 7. März 1995 auf Bora Bora) war ein französischer Polarforscher, Ethnologe und Schriftsteller. Er initiierte die französischen Polarexpeditionen nach dem Zweiten Weltkrieg.

## Leben
Victor entstammte einer jüdischen Familie aus Böhmen. Sein Vater, Erich Heinrich Victor Steinschneider, hatte seinen Namen erst im Juni 1907 in Eric Victor geändert. Der in Genf in der Schweiz geborene Victor verbrachte die frühe Kindheit im nahe gelegenen französischen Saint-Claude, wo sein Vater eine Fabrik für Tabakspfeifen besaß. 1919 zog die Familie nach Lons-le-Saunier, um dort eine weitere Fabrik zu gründen. 1925 begann Victor ein Ingenieurstudium an der École Centrale de Lyon, wechselte aber nach drei Jahren ohne Abschluss an die Nationale Seefahrtsschule (École nationale de navigation maritime) in Marseille. In der Marine leistete er auch seinen Militärdienst ab. 1931 erwarb er den Pilotenschein. 1933 erhielt er die Licence am Institut d'ethnographie du Trocadéro in Paris, heute Musée de l’Homme. Durch seinen Kontakt zu Jean-Baptiste Charcot, den er 1933 kennengelernt hatte, konnte er 1934–1935 seine erste Polarexpedition nach Grönland organisieren. 1936 überquerte er – begleitet von Michel Pérez, Robert Gessain (1907–1986) und Eigil Knuth – das Inlandeis Grönlands mit dem Hundeschlitten von West nach Ost und überwinterte anschließend bei den Inuit an der Ostküste in Ammassalik. Die von ihm gesammelten Artefakte gab er später an das Musée de l’Homme in Paris. 1939 betrieb er ethnologische Studien in Lappland.
Nach dem Beginn des Zweiten Weltkriegs wurde er zur französischen Kriegsmarine in Stockholm eingezogen. Bis zum Waffenstillstand von 1940 war er auch für den französischen Geheimdienst und als Verbindungsoffizier in Finnland tätig. Im Herbst des Jahres verließ er Frankreich und kam über Marokko und Martinique, wo er ethnologische Forschungen durchführte, im Juli 1941 in die USA. Er trat in die US Air Force ein und schulte Piloten und Fallschirmspringer. Schließlich organisierte er die Planung und Durchführung von Such- und Rettungsaktionen für in arktischen Regionen verschollene Piloten. Er nahm zu seiner französischen auch die amerikanische Staatsbürgerschaft an. Nach seiner Entlassung aus der Armee heiratete er am 30. Juli 1946 Éliane Decrais. 1947 wurde Jean-Christophe geboren, der Fernsehmoderator und Spezialist für Geopolitik wurde. 1952 folgten die Zwillinge Daphné und Stéphane.
Am 28. Februar 1947 gründete Victor die Expéditions Polaires Françaises (EPF), deren Leiter er bis 1976 blieb. In diesen 30 Jahren führte die Organisation 65 Expeditionen mit 3000 Teilnehmern durch. Das Ergebnis waren 500 Monografien und 1000 Artikel auf verschiedenen wissenschaftlichen Gebieten. Victor leitete persönlich 17 Expeditionen nach Adélieland in der Antarktis und 14 nach Grönland in der Arktis. 1956 internationalisierte er die Polarforschung durch die Gründung der Expedition Glaciologique International au Groenland (EGIG), an der neben Frankreich auch Deutschland, die Schweiz, Dänemark und Belgien beteiligt waren. Victor war der organisatorische und technische Leiter der zwei Hauptkampagnen 1959/60 und 1967/68.
Daneben war Victor als Buchautor erfolgreich. Sein Eskimos, nomades des glaces von 1972 erschien als Eskimos. Nomaden der Arktis auch in deutscher Sprache.
1976 trat Victor in den Ruhestand. Mit seiner zweiten Frau, Colette Faure, die er 1965 geheiratet hatte, und ihrem Sohn Teva ließ er sich in Französisch-Polynesien auf dem Motu Tane im Atoll Bora Bora nieder, wo er weiter schriftstellerisch tätig war. Er starb 1995 im Alter von 87 Jahren.

## Ehrungen
Nach Victor sind das Französische Polarinstitut (Institut polaire français Paul-Émile Victor, IPEV), der Mount Victor und die Victor Bay in der Antarktis und einige Schulen in Frankreich benannt. Er erhielt 1973 den Preis der Académie française (für sein literarisches Lebenswerk) und das Großkreuz der Ehrenlegion. Am 23. März 1960 wurde er zum Satrapen des Collège de ’Pataphysique gewählt. 1989 wurde in Prémanon das Polarmuseum Paul-Émile Victor (Musée polaire Paul-Émile Victor) gegründet (seit 1998 Polarzentrum Paul-Émile Victor bzw. Centre polaire Paul-Émile Victor).
Die Royal Geographical Society verlieh Victor 1952 die Patron’s Medal, die Schwedische Gesellschaft für Anthropologie und Geographie 1955 die Vega- und die Deutsche Gesellschaft für Polarforschung 1967 die Weyprecht-Medaille. 1966 erhielt er außerdem die Livingstone Medal der Royal Scottish Geographical Society.
Er ist auf den Briefmarken mehrerer Länder abgebildet.

## Werke (Auswahl)
- Boréal, P. B. Grasset, Paris 1938
- Aventure esquimau, René Julliard, Paris 1949
- Pôle Sud, Hachette, Paris 1958
- Pôle Nord, Hachette, Paris 1963
- Eskimos, nomades des glaces, Hachette, Paris 1972 (deutsch: Eskimos. Nomaden der Arktis. Mondo Verlag, Lausanne 1972)
- La Mansarde, Stock, Paris 1981, ISBN 2234019389
- L'Iglou, Stock, Paris 1987, ISBN 273820130X
- Mémoires d'un humaniste, Agep, Paris 1992, ISBN 2902634668

## Filme über Paul-Émile Victor
- Les Quatre du Groenland, Film über die Expédition von 1938 (30 Minuten), von Fred Matter
- Dans les pas de Paul-Emile Victor, l'aventure polaire, Dokumentarfilm (52 Minuten), von Stéphane Dugast
- Paul-Emile Victor, Voyage(s) d'un Humaniste, Dokumentarfilm von Aubin Hellot (1999)